# Švedski premijer
Premijer Švedske (šved. statsminister) je šef vlade Kraljevine Švedske. Prvi put je šef vlade imenovan 1876. kao posebna osoba a do tada je poziciju šefa vlade obnašao švedski kralj. Louis De Geer je bio osoba koja je stajala iza projekta osnivanja dvodomnog švedskog parlamenta 1866., čiji aktom je zamijenjen nekoliko stoljeća stari jednodomni švedski parlament, i koja postaje prvi premijer Švedske. Sadašnji premijer je Stefan Löfven, predsjednik Švedske socijaldemokratske stranke. Ispod je lista švedskih premijera od osnivanja dvodomnog parlamenta pa do danas. Na listi se ne nalaze osobe koje su obnašale tu funkciju u prijelaznom periodu između izbora kao npr. Östen Undén koji je tu dužnost obnašao od 6. listopada 1946. do 11. listopada 1946.

## Popis švedskih premijera

### Popis premijera Švedsko-norveške unije (1876. – 1905.)
| Ime (rođen-preminuo)                            | Ime (rođen-preminuo) | Mandat              | Mandat              | Politička stranka                  | Kralj                     |
| Ime (rođen-preminuo)                            | Ime (rođen-preminuo) | Početak mandata     | Kraj mandata        | Politička stranka                  | Kralj                     |
| ----------------------------------------------- | -------------------- | ------------------- | ------------------- | ---------------------------------- | ------------------------- |
| Louis Gerhard De Geer (1818. – 1896.)           |                      | 20. ožujka 1876.    | 19. travnja 1880.   | neovisan                           | Oskar II. (1872. – 1907.) |
| Arvid Posse (1820. – 1901.)                     |                      | 19. travnja 1880.   | 13. lipnja 1883.    | Lantmanna stranka                  | Oskar II. (1872. – 1907.) |
| Carl Johan Thyselius (1811. – 1891.)            |                      | 13. lipnja 1883.    | 16. svibnja 1884.   | neovisan                           | Oskar II. (1872. – 1907.) |
| Robert Themptander (1844. – 1897.)              |                      | 16 svibnja 1884.    | 6. veljače 1888.    | neovisan                           | Oskar II. (1872. – 1907.) |
| Gillis Bildt (1820. – 1894.)                    |                      | 6. veljače 1888.    | 12. listopada 1889. | neovisan                           | Oskar II. (1872. – 1907.) |
| Gustaf Åkerhielm (1833. – 1900.)                |                      | 12. listopada 1889. | 10. srpnja 1891.    | Protekcionistička većinska stranka | Oskar II. (1872. – 1907.) |
| Erik Gustaf Boström (1842. – 1907.)             |                      | 10. srpnja 1891.    | 12. rujna 1900.     | Lantmanna stranka                  | Oskar II. (1872. – 1907.) |
| Fredrik von Otter (1833. – 1910.)               |                      | 12. rujna 1900.     | 5. srpnja 1902.     | neovisan                           | Oskar II. (1872. – 1907.) |
| Erik Gustaf Boström (2. mandat) (1842. – 1907.) |                      | 5. srpnja 1902.     | 13. travnja 1905.   | Lantmanna                          | Oskar II. (1872. – 1907.) |
| Johan Ramstedt (1852. – 1935.)                  |                      | 13. travnja 1905.   | 2. kolovoza 1905.   | neovisan                           | Oskar II. (1872. – 1907.) |
| Christian Lundeberg (1842. – 1911.)             |                      | 2. kolovoza 1905.   | 7. studenog 1905.   | Protekcionistička većinska stranka | Oskar II. (1872. – 1907.) |

### Popis premijerakraljevine Švedske(1905. – danas)
| Ime (rođen-preminuo)                    | Ime (rođen-preminuo) | Mandat              | Mandat                           | Politička stranka                  | Kralj                              |
| Ime (rođen-preminuo)                    | Ime (rođen-preminuo) | Početak mandata     | Kraj mandata                     | Politička stranka                  | Kralj                              |
| --------------------------------------- | -------------------- | ------------------- | -------------------------------- | ---------------------------------- | ---------------------------------- |
| Karl Staaff (1860. – 1915.)             |                      | 7. studenog 1905.   | 29. svibnja 1906.                | Koalicijska liberalna stranka      | Oskar II. (1872. – 1907.)          |
| Arvid Lindman (1862. – 1936.)           |                      | 29. svibnja 1906.   | 7. listopada 1911.               | Stranka umjerenih                  | Oskar II. (1872. – 1907.)          |
| Karl Staaff (1860. – 1915.)             |                      | 7. listopada 1911.  | 17. veljače 1914.                | Koalicijska liberalna stranka      | Gustav V. (1907. – 1950.)          |
| Hjalmar Hammarskjöld (1862. – 1953.)    |                      | 17. veljače 1914.   | 30. ožujka 1917.                 | neovisan                           | Gustav V. (1907. – 1950.)          |
| Carl Swartz (1858. – 1926.)             |                      | 30. ožujka 1917.    | 19. listopada 1917.              | Nacionalna stranka                 | Gustav V. (1907. – 1950.)          |
| Nils Edén (1871. – 1945.)               |                      | 19. listopada 1917. | 10. ožujka 1920.                 | Koalicijska liberalna stranka      | Gustav V. (1907. – 1950.)          |
| Hjalmar Branting (1860. – 1925.)        |                      | 10. ožujka 1920.    | 27. listopada 1920.              | Švedska socijaldemokratska partija | Gustav V. (1907. – 1950.)          |
| Gerhard Louis De Geer (1854. – 1935.)   |                      | 27. listopada 1920. | 23. veljače 1921.                | neovisan                           | Gustav V. (1907. – 1950.)          |
| Oscar von Sydow (1873. – 1936.)         |                      | 23. veljače 1921.   | 13. listopada 1921.              | neovisan                           | Gustav V. (1907. – 1950.)          |
| Hjalmar Branting (1860. – 1925)         |                      | 13. listopada 1921. | 19. travnja 1923.                | Švedska socijaldemokratska partija | Gustav V. (1907. – 1950.)          |
| Ernst Trygger (1857. – 1943.)           |                      | 19. travnja 1923.   | 18. listopada 1924.              | Nacionalna stranka                 | Gustav V. (1907. – 1950.)          |
| Hjalmar Branting (1860. – 1925.)        |                      | 18. listopada 1924. | 24. siječnja 1925.               | Švedska socijaldemokratska partija | Gustav V. (1907. – 1950.)          |
| Rickard Sandler (1884. – 1964.)         |                      | 24. siječnja 1925.  | 7. lipnja 1926                   | Švedska socijaldemokratska partija | Gustav V. (1907. – 1950.)          |
| Carl Gustaf Ekman (1872. – 1945.)       |                      | 7. lipnja 1926.     | 2. listopada 1928.               | Liberalna narodna stranka          | Gustav V. (1907. – 1950.)          |
| Arvid Lindman (1862. – 1936.)           |                      | 2. listopada 1928.  | 7. lipnja 1930.                  | Stranka umjerenih                  | Gustav V. (1907. – 1950.)          |
| Carl Gustaf Ekman (1872. – 1945.)       |                      | 7. lipnja 1930.     | 6. kolovoza 1932.                | Liberalna narodna stranka          | Gustav V. (1907. – 1950.)          |
| Felix Hamrin (1875. – 1937.)            |                      | 6. kolovoza 1932.   | 24. rujna 1932.                  | Liberalna narodna stranka          | Gustav V. (1907. – 1950.)          |
| Per Albin Hansson (1885. – 1946.)       |                      | 24. rujna 1932.     | 19. lipnja 1936.                 | Švedska socijaldemokratska partija | Gustav V. (1907. – 1950.)          |
| Axel Pehrsson-Bramstorp (1883. – 1954.) |                      | 19. lipnja 1936.    | 28. rujna 1936.                  | Liga zemljoradnika                 | Gustav V. (1907. – 1950.)          |
| Per Albin Hansson (1885. – 1946.)       |                      | 28. rujna 1936.     | 13. prosinca 1939.               | Švedska socijaldemokratska partija | Gustav V. (1907. – 1950.)          |
| Per Albin Hansson (1885. – 1946.)       | 13. prosinca 1939.   | 31. srpnja 1945.    |                                  | Švedska socijaldemokratska partija | Gustav V. (1907. – 1950.)          |
| Per Albin Hansson (1885. – 1946.)       | 31. srpnja 1945.     | 6. listopada 1946.  |                                  | Švedska socijaldemokratska partija | Gustav V. (1907. – 1950.)          |
| Tage Erlander (1901. – 1985.)           |                      | 11. listopada 1946. | 1. listopada 1951.               | Švedska socijaldemokratska partija | Gustav V. (1907. – 1950.)          |
| Tage Erlander (1901. – 1985.)           | 1. listopada 1951.   | 31. listopada 1957. | Gustav VI. Adolf (1950. – 1973.) | Švedska socijaldemokratska partija |                                    |
| Tage Erlander (1901. – 1985.)           | 31. listopada 1957.  | 14. listopada 1969. | Gustav VI. Adolf (1950. – 1973.) | Švedska socijaldemokratska partija |                                    |
| Olof Palme (1927. – 1986.)              |                      | 14. listopada 1969  | Gustav VI. Adolf (1950. – 1973.) | 8. listopada 1976                  | Švedska socijaldemokratska partija |
| Thorbjörn Fälldin (1926.– )             |                      | 8. listopada 1976.  | 18. listopada 1978.              | Stranka centra                     | Carl XVI. Gustaf (1973.– )         |
| Ola Ullsten (1931.– )                   |                      | 18. listopada 1978. | 12. listopada 1979.              | Narodna stranka                    | Carl XVI. Gustaf (1973.– )         |
| Thorbjörn Fälldin (1926.– )             |                      | 12. listopada 1979. | 22. svibnja 1981.                | Stranka centra                     | Carl XVI. Gustaf (1973.– )         |
| Thorbjörn Fälldin (1926.– )             | 22. svibnja 1981.    | 8. listopada 1982.  |                                  | Stranka centra                     | Carl XVI. Gustaf (1973.– )         |
| Olof Palme (1927. – 1986.)              |                      | 8. listopada 1982.  | 28 veljače 1986.                 | Švedska socijaldemokratska partija | Carl XVI. Gustaf (1973.– )         |
| Ingvar Carlsson (1934.– )               |                      | 1. ožujka 1986      | 27. veljače 1990.                | Švedska socijaldemokratska partija | Carl XVI. Gustaf (1973.– )         |
| Ingvar Carlsson (1934.– )               | 27. veljače 1990.    | 4. listopada 1991.  |                                  | Švedska socijaldemokratska partija | Carl XVI. Gustaf (1973.– )         |
| Carl Bildt (1949.– )                    |                      | 4. listopada 1991.  | 7. listopada 1994.               | Stranka umjerenih                  | Carl XVI. Gustaf (1973.– )         |
| Ingvar Carlsson (1934.– )               |                      | 7. listopada 1994.  | 22. ožujka 1996.                 | Švedska socijaldemokratska partija | Carl XVI. Gustaf (1973.– )         |
| Göran Persson (1949.– )                 |                      | 22. ožujka 1996.    | 6. listopada 2006.               | Švedska socijaldemokratska partija | Carl XVI. Gustaf (1973.– )         |
| Fredrik Reinfeldt (1965.– )             |                      | 6. listopada 2006.  | 3. listopada 2014.               | Stranka umjerenih                  | Carl XVI. Gustaf (1973.– )         |
| Stefan Löfven (1957.– )                 |                      | 3. listopada 2014.  | trenutačno                       | Švedska socijaldemokratska stranka | Carl XVI. Gustaf (1973.– )         |